# Elizabeth (film)
 For alternative betydninger, se Elizabeth. (Se også artikler, som begynder med Elizabeth)
Elizabeth er en britisk historisk film fra 1998 løst baseret på begivenhederne i dronning Elizabeth 1. af Englands regeringstid. Filmen er instrueret af Shekhar Kapur og har Cate Blanchett i titelrollen som dronning Elizabeth.
Filmen var nomineret til flere Oscars, bl.a. for bedste film og for bedste kvindelige hovedrolle. Elizabeth blev i 2007 efterfulgt af Elizabeth: The Golden Age.

## Medvirkende
- Cate Blanchett som Elizabeth 1. af England
- Geoffrey Rush som Francis Walsingham
- Christopher Eccleston som Thomas Howard
- Joseph Fiennes som Robert Dudley
- Kathy Burke som Mary 1. af England
- Jordi Mollà som Filip 2. af Spanien
- Emily Mortimer som Kat Ashley
- Edward Hardwicke som Henry FitzAlan
- Daniel Craig som John Ballard
- James Frain som Alvaro de la Quadra
- Kelly Macdonald som Lettice Knollys
- Angus Deayton som Waad
- Wayne Sleep som danselæren
- Richard Attenborough som William Cecil
- John Gielgud som Paven
- Fanny Ardant som Mary de Guise
- Vincent Cassel som the Henrik 3. af Frankrig
- Eric Cantona som Monsieur de Foix

## Ekstern henvisning
- Elizabeth på Internet Movie Database (engelsk)
- Elizabeth på Filmdatabasen
- Elizabeth på Scope
- Elizabeth i Svensk Filmdatabas (svensk)
- Elizabeth på AlloCiné (fransk)
- Elizabeth på MovieMeter (nederlandsk)
- Elizabeth på AllMovie (engelsk)
- Elizabeths profil hos Encyclopædia Britannica Online (engelsk)
- Elizabeth på Turner Classic Movies (engelsk)
- Elizabeth på The Movie Database (engelsk)